# (231278) Kárpáti
Pour les articles homonymes, voir Kárpáti.
(231278) Kárpáti est un astéroïde de la ceinture principale.

## Description
(231278) Kárpáti est un astéroïde de la ceinture principale. Il fut découvert le 25 janvier 2006 à Piszkesteto par Krisztián Sárneczky. Il présente une orbite caractérisée par un demi-grand axe de 2,71 UA, une excentricité de 0,17 et une inclinaison de 11,7° par rapport à l'écliptique.
Il est nommé d'après l'escrimeur hongrois Rudolf Kárpáti.

## Compléments